# Ђакомо Леопарди
Ђакомо Леопарди (итал. Giacomo Leopardi; 29. јун 1798 — 14. јун 1837) је био италијански писац,научник и филозоф. Сматра се једним од највећих лирских песника италијанског романтизма и једним од најзначајнијих песника европске поезије XIX века.

## Дела
Преводи на енглески језик
- Leopardi, Giacomo (1923). The Poems of Leopardi. Text, translation and commentary by G.L. Bickersteth. New York: New American Library.
- Leopardi, Giacomo (1966). Giacomo Leopardi – Selected Prose and Poetry. Edited, translated and introduced by Iris Origo and John Heath-Stubbs. New York: New American Library.
- Leopardi, Giacomo (1976). The War of the Mice and the Crabs. Translated by Ernesto G. Caserta. Chapel Hill: University of North Carolina Press. ISBN 9780-807891643.
- Leopardi, Giacomo (1983). Operette Morali: Essays and Dialogues. Translated by Giovanni Cecchetti. Berkeley: University of California Press. ISBN 978-0520049284.
- Leopardi, Giacomo (1966).  Flores, Angel, ур. Poems and prose. Bloomington: Indiana University Press. ISBN 0253200946.
- Leopardi, Giacomo (1994). The Canti: With a Selection of His Prose. Translated by J.G. Nichols. Manchester: Carcanet Press. ISBN 978-1857540505.
- Leopardi, Giacomo (1997). Leopardi: Selected Poems. Translated by Eamon Grennan. Princeton: Princeton University Press. ISBN 978-0691016443.
- Leopardi, Giacomo (1998). The Letters of Giacomo Leopardi, 1817–1837. Edited and translated by Prue Shaw. Abingdon: Routledge. ISBN 978-0901286970.
- Leopardi, Giacomo (2002). Thoughts. Translated by J.G. Nichols. London: Hesperus Classics. ISBN 978-1843910121.
- Leopardi, Giacomo (2010). Dialogue between Fashion and Death. Translated by Giovanni Cecchetti. London: Penguin Classics. ISBN 978-0141192550.
- Leopardi, Giacomo (2010). Canti. Translated by Jonathan Galassi (Bilingual изд.). New York: Farrar, Straus & Giroux. ISBN 978-0374235031.
- Leopardi, Giacomo (2013). Zibaldone: The Notebooks of Leopardi. Edited by Michael Caesar and Franco D'Intino; translated by Kathleen Baldwin et al. New York: Farrar, Straus & Giroux. ISBN 978-0374296827.
- Leopardi, Giacomo (2014). Passions. Translated by Tim Parks. New Haven: Yale University Press. ISBN 978-0300186338.
- Leopardi, Giacomo (2017). Moral Fables, followed by Thoughts. Translated by J. G. Nichols. Richmond: Alma Books. ISBN 978-1847495808.
- Leopardi, Giacomo (2019). „New English Translation of La ginestra. Translated by Barbara Carle (bilingual version)”. Journal of Italian Translation. 14 (1): 84—101.